# Balantiopteryx plicata
Balantiopteryx plicata es una especie de murciélago de la familia Emballonuridae.

## Distribución geográfica
Se encuentra en Costa Rica, El Salvador, Guatemala, Honduras, México y Nicaragua.